# キープ・ザ・ファイア
『キープ・ザ・ファイア』（Keep the Fire）は、アメリカ合衆国のシンガーソングライター、ケニー・ロギンスが1979年に発表した、ソロ名義では3作目のスタジオ・アルバム。

## 背景
「明日に向かって」は、ドゥービー・ブラザーズの演奏で大ヒットした「ホワット・ア・フール・ビリーヴス」に続くマイケル・マクドナルドとの共作で、ロギンス自身は「私達は、"What a Fool Believes"に匹敵するレベルの曲を書けるのかどうか不安だったよ」と振り返っている。「ゲームは終り」には、当時『オフ・ザ・ウォール』の制作を終えたばかりのマイケル・ジャクソンがゲスト参加した。
前2作はフュージョン・ミュージシャンのボブ・ジェームスがプロデュースしたのに対し、本作ではロック畑の実績の多いトム・ダウドがプロデューサーに起用された。ロギンスは当時の心境に関して「ロックンロールもやってみたかった」「オーディエンスを立たせて、踊らせてみたかったけど、それまでの私には、人々を踊らせるような曲がなかった」と語っている。

## 反響・評価
母国アメリカでは、本作がBillboard 200で16位に達し、シングル「明日に向かって」は全米11位、「キープ・ザ・ファイア」は全米36位を記録。また、「明日に向かって」はグラミー賞最優秀男性ポップ・ボーカル・パフォーマンス賞を受賞した。
Stephen Thomas Erlewineはオールミュージックにおいて5点満点中3.5点を付け、アルバム全体に関して「裏ジャケットにはサポート・バンドの写真があり、より『バンドとしての作品』であることを前面に出したのは明白だが、前2作よりはバンド的であるとはいえ、統一感がないことは変わらない」と評する一方、「明日に向かって」に関しては「このアルバムの要」「ソフトロックのあるべき姿の総てを要約している」と称賛している。また、ロバート・クリストガウは本作にC+を付け「ドゥービー風のディスコ作品」と評している。

## 収録曲
1. カム・オブ・エイジ - "Love Has Come of Age" (Kenny Loggins) - 3:53
2. ミスター・ナイト - "Mr. Night" (K. Loggins, Richard Stekol) - 3:23
3. 明日に向かって - "This Is It" (K. Loggins, Michael McDonald) - 3:56
4. ジャンカヌー・ホリデイ - "Junkanoo Holiday (Fallin'-Flyin')" (K. Loggins) - 4:40
5. ナウ・アンド・ゼン - "Now and Then" (Jeff Bouchard, K. Loggins) - 3:55
6. ゲームは終り - "Who's Right, Who's Wrong" (K. Loggins, Richard Page) - 5:36
7. キープ・ザ・ファイア - "Keep the Fire" (Eva Ein, K. Loggins) - 4:35
8. ハーフ・ア・チャンス - "Give It Half a Chance" (Stephen Bishop, K. Loggins) - 4:57
9. ウィル・イット・ラスト - "Will It Last" (E. Ein, K. Loggins) - 5:52

## 他メディアでの使用例
「ミスター・ナイト」は、1980年公開のアメリカ映画『ボールズ・ボールズ』のサウンドトラックで使用された。また、「明日に向かって」は2009年制作のアメリカ映画『草食男子の落とし方』、2013年公開のアメリカ映画『俺たちニュースキャスター 史上最低!?の視聴率バトルinニューヨーク』で使用された。

## 参加ミュージシャン
- ケニー・ロギンス - ボーカル、ギター
- マイク・ハミルトン - ギター、バックグラウンド・ボーカル
- ブライアン・マン - キーボード、アコーディオン、ホーン・アレンジ
- ジョージ・ホーキンス - ベース、バックグラウンド・ボーカル
- トリス・インボーデン - ドラムス、パーカッション
- ミルト・ホランド - パーカッション
- ヴィンス・デンハム - フルート、サクソフォーン、カバサ、ホーン・アレンジ
- ジョン・クラーク - オーボエ、イングリッシュホルン、クラリネット、フルート、サクソフォーン、タンブリン、リコーダー、ホーン・アレンジ

アディショナル・ミュージシャン
- リチャード・ステコル - バックグラウンド・ボーカル(on #2)
- マイケル・マクドナルド - ピアノ、バックグラウンド・ボーカル(on #3)
- パウリーニョ・ダ・コスタ - パーカッション(on #3)
- マイケル・ブレッカー - サクソフォーン(on #6)
- マイケル・ジャクソン - バックグラウンド・ボーカル(on #6)
- リチャード・ペイジ - バックグラウンド・ボーカル(on #6)
- フレッド・タケット - アコースティック・ギター(on #8, #9)
- ジェフ・ブーチャード - バックグラウンド・ボーカル(on #8)